# Brückenwirt (Pullach im Isartal)

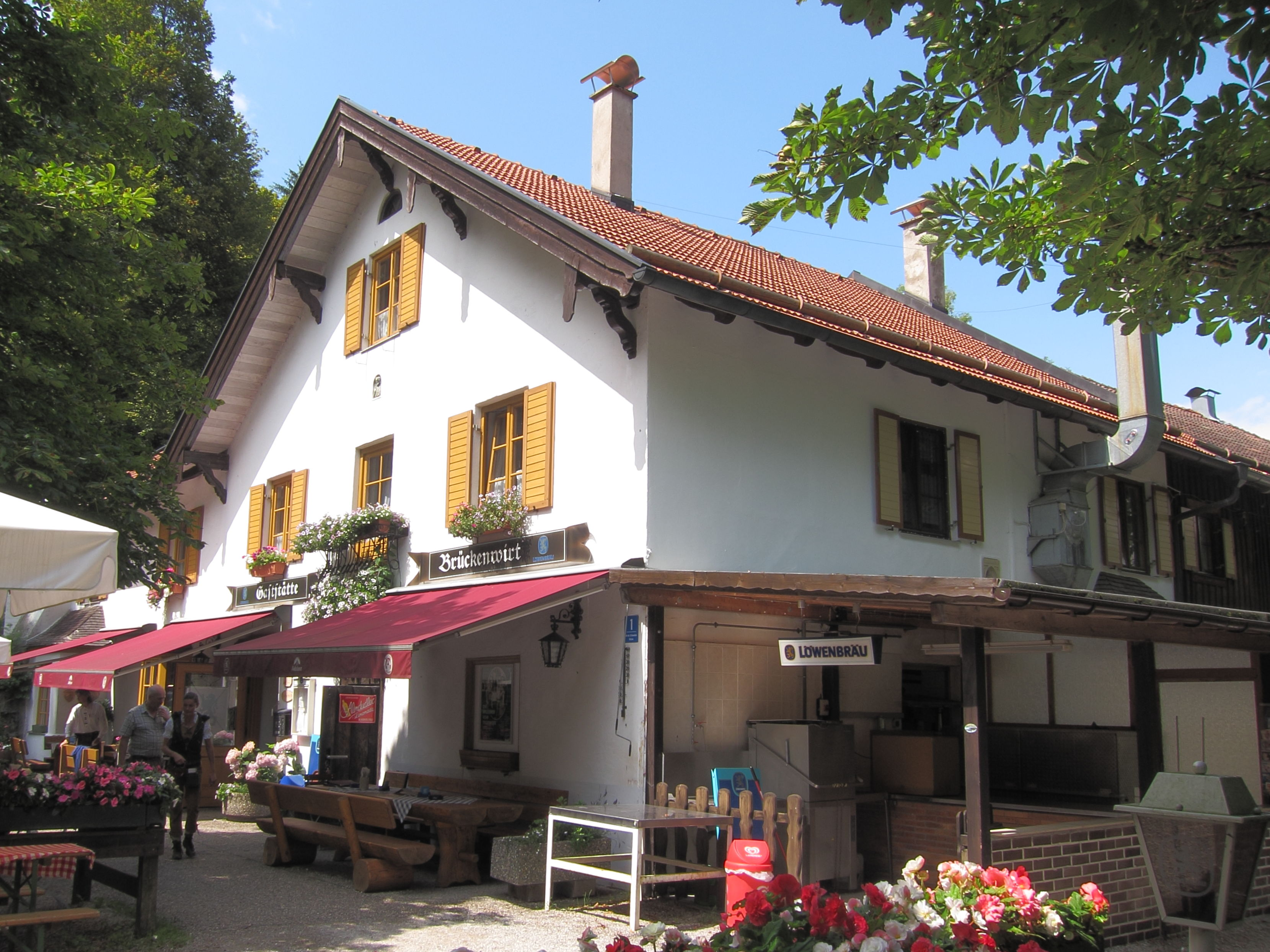
Brückenwirt

Der Brückenwirt war ein traditionsreiches Ausflugslokal in der Gemeinde Pullach im Isartal. Das Bauwerk ist als Baudenkmal in die Bayerische Denkmalliste eingetragen.

## Lage
Das Bauwerk liegt im Pullacher Ortsteil Höllriegelskreuth unmittelbar am linken Ufer der Isar südlich der 1904 errichteten Grünwalder Isarbrücke, die Höllriegelskreuth mit dem gegenüberliegenden Ort Grünwald verbindet.

## Geschichte
Der Bau geht auf den Steinmetzmeister Franz Höllriegel, Gründer und Namensgeber von Höllriegelskreuth, zurück. Er errichtete hier 1848 unterhalb der Steilhänge des Isarhochufers ein Wohn- und Wirtschaftsgebäude im Stil eines oberbayerischen Einfirsthofes mit dem nach ihm benannten Landschaftsgarten Höllriegel-Park und legte Steinbrüche an, um in den Hängen Nagelfluh abzubauen.
Gut dreißig Jahre nach dem Tod Höllriegels erwarben 1890 die Isarwerke das Anwesen und richteten hier während des Baus des Isar-Werkkanals eine Kantine für die Arbeiter ein. Nach der Fertigstellung des Kanals und des Isarkraftwerks II wurde am 21. November 1905 an den Wirt Jakob Bosch die erste Konzession für einen öffentlichen Wirtschaftsbetrieb erteilt.
Dank der günstigen Lage an der Isartalbahn erhielt die Gaststätte schnell immer mehr Zulauf aus dem nahegelegenen München. Auch für die Isarflößer wurde der Brückenwirt eine beliebte Anlegestelle.